# Серпник багатошлюбний
Серпник багатошлюбний (Drepanocladus polygamus) — вид мохів порядку гіпнобрієвих (Hypnales).

## Поширення
Ареал охоплює такі частини світу: Європа, Африка, Північна Америка, Південна Америка, Азія, Австралія, Нова Зеландія.

## Характеристика
Рослини від середніх до великих. Стебла нерівномірно розгалужені до ± перисті. Стеблові листки від прямовисних до розпростертих, яйцеподібні, широко-яйцеподібні чи округло-трикутні, поступово звужені до верхівки, увігнуті, (1.3)1.7–3.5 × 0.6–1(1.1) мм; краї цілі або злегка вигнуті; верхівка загострена. Вид автоіктичний.